# マルタ大学
マルタ大学（英語: The University of Malta、マルタ語: L-Università ta' Malta）は、マルタの高等教育機関である。

現在、人文学部・建築環境学部・歯学部・経済経営会計学部・教育学部・工学部・健康科学部・情報コミュニケーション学部・法学部・メディア知識科学部・医学部・理学部・社会福祉学部・神学部の14学部と多くの研究所を有している。

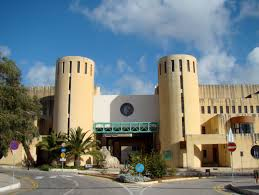
マルタ大学、2012年